# Holger Erdtman
Holger G. H. Erdtman, född 25 april 1902 i Ed, Stockholms län, död 13 december 1989 i Engelbrekts församling, Stockholm, var en svensk kemist.
Erdtman blev filosofie doktor vid Stockholms högskola 1934. Han blev avdelningsföreståndare vid Cellulosaindustrins centrallaboratorium 1939, docent i träkemi vid Kungliga Tekniska högskolan (KTH) 1941 och laborator vid Svenska träforskningsinstitutet 1944. Han var professor i organisk kemi vid KTH från 1945 till 1968.
Erdtmans forskning gällde bland annat olika naturprodukters kemi.
Erdtman blev ledamot av Ingenjörsvetenskapsakademien 1950, av Skogs- och Lantbruksakademien 1954, och av Vetenskapsakademien 1955. Han var aktiv inom IUPAC, och ordförande för IUPAC:s sektion för organisk kemi 1959-1963.